# An Yu-jin
Ahn Yu-jin (en hangul, 안유진; Cheongju, 1 de septiembre de 2003), conocida por el monónimo Yujin, es una cantante surcoreana. Participó en el programa de supervivencia Produce 48 y formó parte de Iz*One, el grupo de chicas creado a partir de este. Actualmente es líder de Ive, bajo la compañía Starship Entertainment.

## Primeros años
Yujin nació el 1 de septiembre de 2003. Asistió a la Escuela de Artes Escénicas de Seúl. Off the Record reveló en 2019 que había abandonado sus estudios secundarios para enfocarse en su vida como idol y en sus actividades con Iz*One, por lo que sería educada desde casa.

## Carrera

### 2018–2021:Produce 48, Iz*One y actividades individuales
Desde el 15 de junio hasta el 31 de agosto de 2018, An representó a la compañía Starship Entertainment junto con Jang Won-young y Cho Ka-hyeon en el programa de telerrealidad Produce 48, el que concursó con otras participantes para formar parte de la alineación final de un nuevo grupo de chicas. Finalmente terminó en quinto lugar y debutó con Iz*One el 29 de octubre de ese año con el EP Color*Iz.
En marzo de 2019 se confirmó que An participaría en el programa My Little Television V2, junto con Kim Gu-ra. Sin embargo, fue removida del elenco desde el episodio 34 debido a la investigación de manipulación de votos de Mnet. Fue la presentadora de Inkigayo junto con Sungchan de NCT y Jihoon de Treasure desde el 7 de marzo de 2021 hasta el 3 de abril de 2022.

### 2021–presente: Debut con Ive
Después de la separación de Iz*One en abril de 2021, Yujin regresó con Wonyoung a Starship como aprendices. El 1 de noviembre de ese año, la empresa anunció que ambas debutarían en el grupo femenino Ive el 1 de diciembre con el álbum sencillo Eleven.

## Discografía

### Sencillos promocionales
| Título                                        | Año  | Mejor posición | Álbum     |
| Título                                        | Año  | KOR Down.      | Álbum     |
| --------------------------------------------- | ---- | -------------- | --------- |
| «Move Like This» (con Kang Daniel y Yuna Kim) | 2022 | 25             | Sin álbum |

### Apariciones en bandas sonoras
| Título                    | Año  | Mejor posición | Álbum                 |
| Título                    | Año  | KOR Down.      | Álbum                 |
| ------------------------- | ---- | -------------- | --------------------- |
| «This Wish» (소원을 빌어) | 2023 | 43             | Wish OST              |
| «Dreaming»                | 2024 | 28             | The Great OST         |
| «Sunny Day»               | 2025 | 24             | Resident Playbook OST |

## Filmografía

### Televisión
| Año       | Programa                | Papel              | Notas                                  | Ref.          |
| --------- | ----------------------- | ------------------ | -------------------------------------- | ------------- |
| 2018      | Produce 48              | Concursante        | Terminó en quinto lugar                | [ 14 ]        |
| 2018      | King of Mask Singer     | Concursante        | N/A                                    | [ 15 ] [ 16 ] |
| 2019      | My Little Television V2 | Miembro del elenco | N/A                                    | [ 17 ]        |
| 2021-2022 | Inkigayo                | Presentadora       | Con Jihoon (Treasure) y Sungchan (NCT) | [ 12 ]        |
| 2022      | Steel Troops            | Panelista          | Segunda temporada                      | [ 18 ]        |